# Palinodia
Palinodia è il termine che indica ogni componimento poetico che si configura come una ritrattazione di parole o idee precedentemente espresse. La parola deriva dal greco: secondo la definizione del lessico Suda,
(Suda, lettera Π, 100)
La parola è composta infatti dell'avverbio πάλιν (pálin, sia "di nuovo" che "all'indietro") e dal sostantivo ᾠδή (ōdé, "canto").

## Nella letteratura greca
Le più antiche attestazioni della parola sono nell'Encomio di Elena di Gorgia e nel Fedro di Platone, ed entrambe riportano che questo era il titolo di una elegia del poeta Stesicoro.
Questi infatti, in una delle sue elegie ispirata alla versione omerica della guerra di Troia, aveva insultato Elena attribuendole le cause del conflitto, e come conseguenza avrebbe perso la vista a causa di una maledizione infertagli dai Dioscuri o da Era.
Capito l'errore commesso, si affrettò a cercare il perdono e a ritirare quanto affermato, componendo la Palinodìa di cui si conosce solo il seguente frammento:
(trad. di F.M. Pontani, in I lirici greci, Einaudi, 1969, Torino)
Questa teoria si basa su una variante della leggenda per cui non sarebbe stata Elena ad andare a Troia con Paride, bensì una sua immagine (εἴδωλον). Secondo questa teoria, che ritroviamo proposta da Euripide nella sua Elena, la protagonista del mito sarebbe stata trasportata in Egitto, alla corte di Proteo, per essere tenuta al sicuro durante la guerra di Troia.

## Nella letteratura latina
Lo scoliaste Pomponio Porfirione nel suo commento all'opera di Orazio mette in evidenza come l'Epodo n. 17 si configura come una palinodia: in esso la strega Canidia strappa al poeta parole di supplica perché lo lasci in pace; i versi 36-41 recitano
(Orazio, Epodi XVII, 36-41)
Il commentatore collega questo passo all'episodio stesicoreo, ma rileva l'intenzione antifrastica del passaggio: la lode sperticata non sarebbe altro che una palese presa in giro. La ritrattazione dunque si configura qui come una dimostrazione per assurdo di quanto precedentemente affermato.
Questa particolare strategia retorica sarà in seguito riproposta dagli autori più avveduti delle letterature successive.

## Nella letteratura italiana
Anche l'episodio del bacio tra Paolo e Francesca nel V canto dell'Inferno della Divina Commedia di Dante Alighieri può essere considerata una palinodia dell'autore nei confronti dello stilnovo e della tematica dell'amore terreno. Dante difatti comprende Francesca e soffre insieme a lei così da perdere i sensi e concludere il canto.
Nella Palinodia al marchese Gino Capponi, Leopardi finse in stile ironico di ritrattare il suo pessimismo e le sue critiche al mito ottocentesco del progresso, indirizzando il componimento al principale rappresentante della cultura cattolico-liberale italiana. Nel lungo componimento, formato da 279 endecasillabi sciolti e risalente al 1835, Leopardi inserisce velate critiche (in forma di lodi fittizie) ad alcuni fenomeni che possono essere considerati anticipatori della globalizzazione: ad esempio, la simultaneità dell'informazione e la capillarità dei trasporti e del commercio.